# Rio Mavuba
Rio Antonio Zoda Mavuba (* 8. März 1984 auf Hoher See) ist ein französischer Fußballspieler.

## Karriere
Sein Vater, Mafuila Mavuba, war ein kongolesischer Fußballspieler, der auch an der Fußball-Weltmeisterschaft 1974 teilnahm; seine Mutter war Angolanerin. Beide Eltern starben schon vor Rios vierzehntem Geburtstag. Rio Mavuba wurde auf einem Boot in internationalen Gewässern, weit vor der Küste Angolas, während des angolanischen Bürgerkrieges geboren.
Rio Mavuba, der mit Jean Tigana zu seiner aktiven Zeit verglichen wird, spielte seit seinem siebten Lebensjahr bei Girondins Bordeaux; 2003 unterzeichnete er einen Profivertrag. Zur Saison 2007/08 wechselte Mavuba für 8 Millionen Euro zum spanischen Verein FC Villarreal.
Am 22. Januar 2008 wurde Mavuba bis Sommer an den französischen Erstligisten OSC Lille ausgeliehen. Er konnte dort überzeugen und wechselte daraufhin für 7 Millionen Euro fest zum Verein aus Nordfrankreich. Rio Mavuba unterzeichnete einen Vertrag bis 2012, welchen er am 21. Februar 2011 noch einmal bis Sommer 2015 verlängerte. Am 8. Dezember 2013 absolvierte Mavuba sein 200. Ligaspiel für OSC Lille.
Sein Debüt in der französischen Nationalmannschaft gab er am 18. August 2004 gegen das Team von Bosnien und Herzegowina; das Spiel endete 1:1. Bis einschließlich 2007 folgten fünf weitere A-Länderspiele, bevor er ab Mitte des Jahres 2012 vom neuen Nationaltrainer Didier Deschamps wieder berücksichtigt wurde. Der defensive Mittelfeldspieler war außerdem Kapitän der französischen U-21-Nationalmannschaft.

## Erfolge
- Französischer Meister: 2011
- Französischer Pokalsieger: 2011
- Französischer Ligapokalsieger: 2007